# 劉斌 (元)
劉 斌（りゅう ひん、1198年 - 1259年）は、金朝末期からモンゴル帝国初期にかけて活躍した人物。済南府歴城県の出身。

## 概要
幼くして父を亡くしたことで祖父に育てられた人物であった。勇敢なことで知られ、金末の混乱期に張栄が済南を拠点に軍閥を築くとこれに従い、管軍千戸の地位を授けられた。1232年（壬辰）に河南方面に進出すると功績により中翼都統の地位を授けられた。睢陽軍を攻めた時には、配下を率いて夜襲し敵将を捕虜とする功績を挙げた。この後、張栄はアジュルに対して太康平定の功労者は劉斌であると語ったという。
その後襄陽に駐屯したが食糧が乏しくなり、青陵から食糧を奪うことを計画した。配下の者達は大沢に守られた青陵を攻めるのは難しいと反対したが、劉斌は大沢に守られているからこそ油断するのだと述べ、百騎を率いて夜襲を実行した。沢の中を50里余り進み、敵兵と遭遇すると馬を棄てて突撃し敵軍を破り、食糧を奪取することに成功した。また、六安攻めにも功績を残している。
1243年（癸卯）には済南推官とされ、1251年（辛亥）には本道左副元帥とされた。1255年（乙卯）には済南新旧軍万戸とされて邳州に移り、南宋の将から恐れられたという。1259年（己未）に病となり、息子たちに遺言を伝え終わると同時に62歳にして亡くなった。息子には劉思敬がいる。